# Saint-Omer Open
De Saint-Omer Open is een jaarlijks golftoernooi op de Aa Saint-Omer Golf Club in het Noord-Franse Sint-Omaars. De eerste editie vond plaats in 1997. Het toernooi maakte toen deel uit van de MasterCard Tour.  Van 2000 tot en met 2013 maakte het toernooi deel uit van de  Europese PGA Tour en de Challenge Tour. Vanaf 2014 maakt het toernooi alleen nog deel uit van de Challenge Tour. 
In 2002 won Nicolas Vanhootegem. Hij had zich met +3 maar net voor het weekend gekwalificeerd maar speelde de laatste twee rondes -10. In 2002 werd net voor het toernooi de par van de baan verlaagd van 73 naar 71. Het baanrecord staat op naam van Sébastien Delagrange: hij maakte in 2001 een score van 63 (-10) tijdens de eerste ronde en won vervolgens het toernooi met een score van -20.
Vanaf 2022 wordt dit toernooi georganiseerd binnen de koepel van de Alps Tour. Tevens wordt er gelijktijdig ook een toernooi voor vrouwen georganiseerd dat deel uitmaakt van de LET Access Series.

## Erelijst mannen
| Jaar                                      | Winnaar                       | Score              | Score              |
| Aa Saint Omer Open                        | Aa Saint Omer Open            | Aa Saint Omer Open | Aa Saint Omer Open |
| ----------------------------------------- | ----------------------------- | ------------------ | ------------------ |
| 1997                                      | Cédric Hoffstetter            |                    |                    |
| 1998                                      | Shaun Webster                 |                    |                    |
| 1999                                      | Alastair Forsyth              |                    |                    |
| 4th Aa Saint Omer Open                    |                               |                    |                    |
| 2000                                      | Pascal Edmond                 | 274                | -18                |
| 5th Aa Saint Omer Open                    |                               |                    |                    |
| 2001                                      | Sébastien Delagrange          | 272                | -20                |
| Aa Saint Omer Open                        |                               |                    |                    |
| 2002                                      | Nicolas Vanhootegem           | 277                | -7                 |
| 2003                                      | Brett Rumford                 | 269                | -15                |
| 2004                                      | José-Filipe Lima              | 279                | -5                 |
| 2005                                      | Joakim Bäckström              | 280                | -4                 |
| 2006                                      | César Monasterio              | 274                | -10                |
| Open de Saint-Omer                        |                               |                    |                    |
| 2007                                      | Carl Suneson                  | 276                | -8                 |
| Saint-Omer Open                           |                               |                    |                    |
| 2008                                      | David Dixon                   | 279                | -5                 |
| 2009                                      | Christian Nilsson             | 271                | -13                |
| 2010                                      | Martin Wiegele                | 277                | -7                 |
| 2011                                      | Matthew Zions                 | 276                | -8                 |
| 2012                                      | Darren Fichardt               | 279                | -5                 |
| Najeti Hotels et Golfs Open               |                               |                    |                    |
| 2013                                      | Simon Thornton                | 279                | -5                 |
| 2014                                      | Jordi García Pinto            | 277                | -7                 |
| Najeti Open                               |                               |                    |                    |
| 2015                                      | Sebastien Gros                | 270                | -14                |
| 2016                                      | José-Filipe Lima              | 275                | -9                 |
| Hauts de France Golf Open                 |                               |                    |                    |
| 2017                                      | Julien Guerrier               | 277                | -7                 |
| 2018                                      | Stuart Manley                 | 278                | -6                 |
| Hauts de France – Pas de Calais Golf Open |                               |                    |                    |
| 2019                                      | Robin Roussel                 | 271                | -13                |
| 2020                                      | Afgelast omwille van COVID-19 |                    |                    |
| 2021                                      | Afgelast omwille van COVID-19 |                    |                    |
| 2022                                      | Davey Porsius                 | 209                | -4                 |
| 2023                                      | Ronan Mullarney               | 197                | -16                |

Playoffs
- In 2005 won Joakim Bäckström de play-off van Paul Dwyer.
- In 2018 won Stuart Manley de play-off van Grant Forrest.

## Erelijst vrouwen
| Jaar                                      | Winnaar                                   | Score                                     | Score                                     |
| Hauts de France – Pas de Calais Golf Open | Hauts de France – Pas de Calais Golf Open | Hauts de France – Pas de Calais Golf Open | Hauts de France – Pas de Calais Golf Open |
| ----------------------------------------- | ----------------------------------------- | ----------------------------------------- | ----------------------------------------- |
| 2022                                      | Momoka Kobori                             | 211                                       | -8                                        |
| 2023                                      | Leján Lewthwaite                          | 208                                       | -11                                       |

Playoffs
- In 2023 won Leján Lewthwaite de play-off van Katja Pogačar.

2010 · 2011 · 2012 · 2013 · 2014